# ستيف كومر
ستيف كومر (بالإنجليزية: Steve Comer)‏ هو لاعب كرة قاعدة أمريكي، ولد في 13 يناير 1954 في منيابولس في الولايات المتحدة.

## وصلات خارجية
- ستيف كومر على موقع دوري كرة القاعدة الرئيسي (الإنجليزية)
- ستيف كومر على موقعبيزبول رفرنس.كوم (الدوري الرئيسي) (الإنجليزية)
- ستيف كومر على موقعبيزبول رفرنس.كوم (الدوري الثانوي) (الإنجليزية)
- ستيف كومر على موقع إي إس بي إن.كوم (أم.أل.بي) (الإنجليزية)
- ستيف كومر على موقع مشجعي الرسوم البيانية (الإنجليزية)